# Mädina Bakbergenowa
Mädina Bakbergenowa (ur. 6 stycznia 1996) – kazachska zapaśniczka walcząca w stylu wolnym. Zajęła piętnaste miejsce na mistrzostwach świata w 2015. Złota medalistka mistrzostw Azji w 2022 i brązowa w 2016 i 2020. Wicemistrzyni igrzysk solidarności islamskiej w 2021 roku.
Trzecia na MŚ U-23 w 2019. Druga na mistrzostwach Azji U-23 w 2019. Trzecia na MŚ kadetek w 2013. Wicemistrzyni Azji juniorów w 2016; trzecia w 2014. Mistrzyni Azji kadetek w 2013 roku.
Jej siostra Żamiła, również startuje w zawodach zapaśniczych.